# 蔡元培旧居
39°54′51″N 116°25′07″E / 39.914261°N 116.418505°E
蔡元培旧居位于北京市东城区东堂子胡同75号，是蔡元培1917年至1920年任北京大学校长期间租赁的住所。2009年起，以“蔡元培故居”的名义对外开放。

## 历史
蔡元培旧居是蔡元培于1917年至1920年在北京的住所，为三进四合院。当时蔡元培正在担任北京大学校长。在这里，蔡元培提出了北京大学的办校宗旨。1919年五四运动前夜，蔡元培在该院紧急召见学生代表，通告中华民国国务总理钱能训在《巴黎和约》上签字的消息，决定次日组织学生举行示威游行，由此爆发了五四运动。
中华人民共和国成立后，该院落的产权归东城区房管所。后来该院成为居民居住的大杂院。1986年，该院被列为东城区文物保护单位20世纪末的一份勘探报告显示，该院内曾住有居民14户，房屋十分破旧，私搭乱建严重，沿街的南房前檐柱根糟朽，垫有红砖，院内地面被垫高，当时“连檐瓦口朽烂100%，屋件瓦面缺失残损30%，油饰褪色剥落100%”。
东城区开发金宝街的过程中，该院落一度面临被拆，后经各界人士力保，由开发商出资修缮。2000年底，在金宝街市政开发建设中，开发建设单位富华国际集团搬迁了该院内14户居民，拆除了违章建筑，实现文物腾退。2007年7月，在北京市、东城区文物部门的指导下，该院的修缮工程开始。2008年3月28日，修缮工程竣工。
2009年5月10日，“蔡元培故居展”揭幕仪式在该院举行，该院作为“蔡元培故居”免费对外开放。蔡元培故居辟有蔡元培生平事迹展，收藏着蔡元培1936年为呼吁中国人抗日而写下“中国为一人，天下为一家”书法等等。2011年，该院作为“蔡元培旧居”被列为北京市文物保护单位。2013年12月23日，北京大学校长王恩哥参观蔡元培故居，瞻仰“蔡元培先生像”，并观看“蔡元培生平展览”。

## 建筑
这座宅院是其西部主宅东侧的偏院，占地面积约566平方米。该宅院坐北朝南，分为三进院。
- 第一进院：有南倒座房五间，东南一间是门道，门外是东堂子胡同[2][3]。
- 第二进院：有南房四间，北房三间，北房左右耳房各一间，东、西厢房各三间，西侧有个小门，和知名的私家菜馆厉家菜的小院相连通[2][3]。
- 第三进院：第三进院最西侧，有两间小屋，曾是蔡元培的起居室和书房，室内复原了蔡元培当年在此生活的场景。蓝花被褥铺得很整齐，挂衣架上有一件蓝色长衫，书桌上的一角摆放着一台老式打字机，有些常用键盘上的字母已模糊。这些摆设均为老物件，虽不是蔡元培用过的原物，但都是蔡元培故居的工作人员按照资料逐步从各处搜集来的[2][3]。

在北院西侧，还立有《蔡元培先生像》，白色的汉白玉胸像立在黑色基石之上，黑色基石上刻有金字“蔡元培先生像”，胸像背后的院墙上镶嵌着石制对联“学界泰斗，人世楷模”（此联为毛泽东所撰）。该像由富华国际集团董事长陈丽华捐赠，2009年5月10日与“蔡元培故居展”同时揭幕。